# Sabot aux Pays-Bas

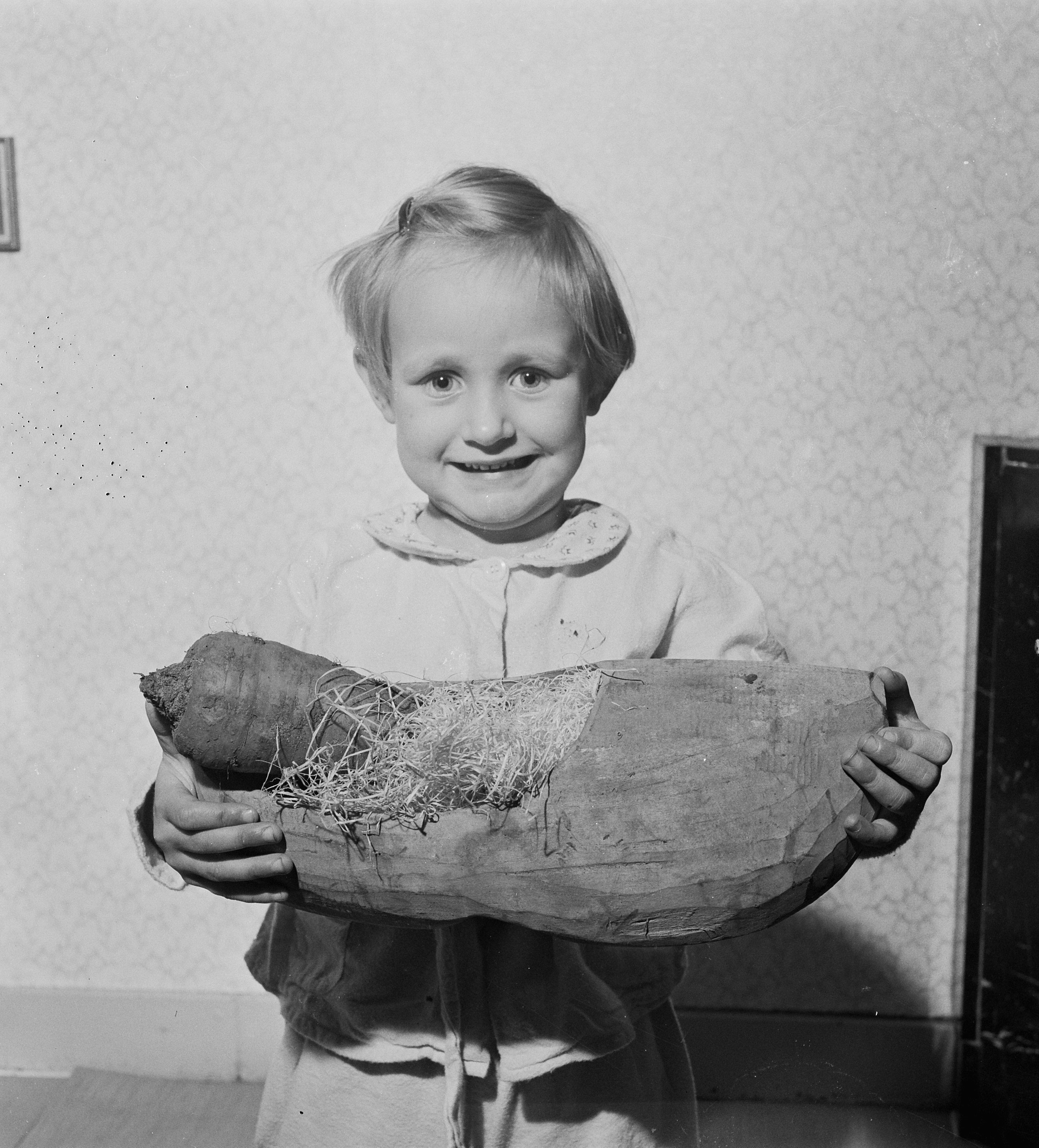
Une carotte et de la paille dans un klomp. Photo prise pour la Saint-Nicolas, décembre 1953. Agence Anefo

Le sabot, nommé klomp (plur. : klompen) par les néerlandais, autrefois populaire et porté quotidiennement, est devenu un symbole des Pays-Bas vendu dans les magasins de souvenirs.
Les sabots sont réalisés avec du bois de saule ou de peuplier.
En 2017, il ne restait aux Pays-Bas qu'une trentaine de fabricants (dont 15 faisant du travail de qualité, selon Jack van der Voort, le président d'une association de défense des sabots) pour une production de 300 000 sabots par an, contre 9 millions dans les années 1950. 
Selon une étude menée en 1997, la plupart des sabots en bois sont conformes aux normes néerlandaises et européennes des chaussures de sécurité. Ils restent portés par un petit nombre de gens, comme les agriculteurs ou les festivaliers qui ne veulent pas se faire marcher sur les pieds dans les concerts. Lors des mesures prises contre la pandémie de Covid-19, la circulation à sens unique a pu mettre à mal les porteurs de sabots, qui avaient l'habitude de laisser leurs sabots à l'entrée
Si les sabots traditionnels sont en baisse de production, différents types de chaussures s'en inspirent encore, qui elles sont plutôt à la mode et qui n'ont jamais cessé d'inspirer des créateurs comme Viktor & Rolf, Swedish Hasbeens, Crocs, Miista, Caroline Biss, Net à porter, Aigle, Zalando, Birkenstock, Uggs.
On trouve des sabots jusque dans le musée Staline de Gori, en Géorgie, cadeau du CPN (Communistische Partij Nederland )
Zaanse Schans abrite un atelier de fabrication de sabots.

## Histoire

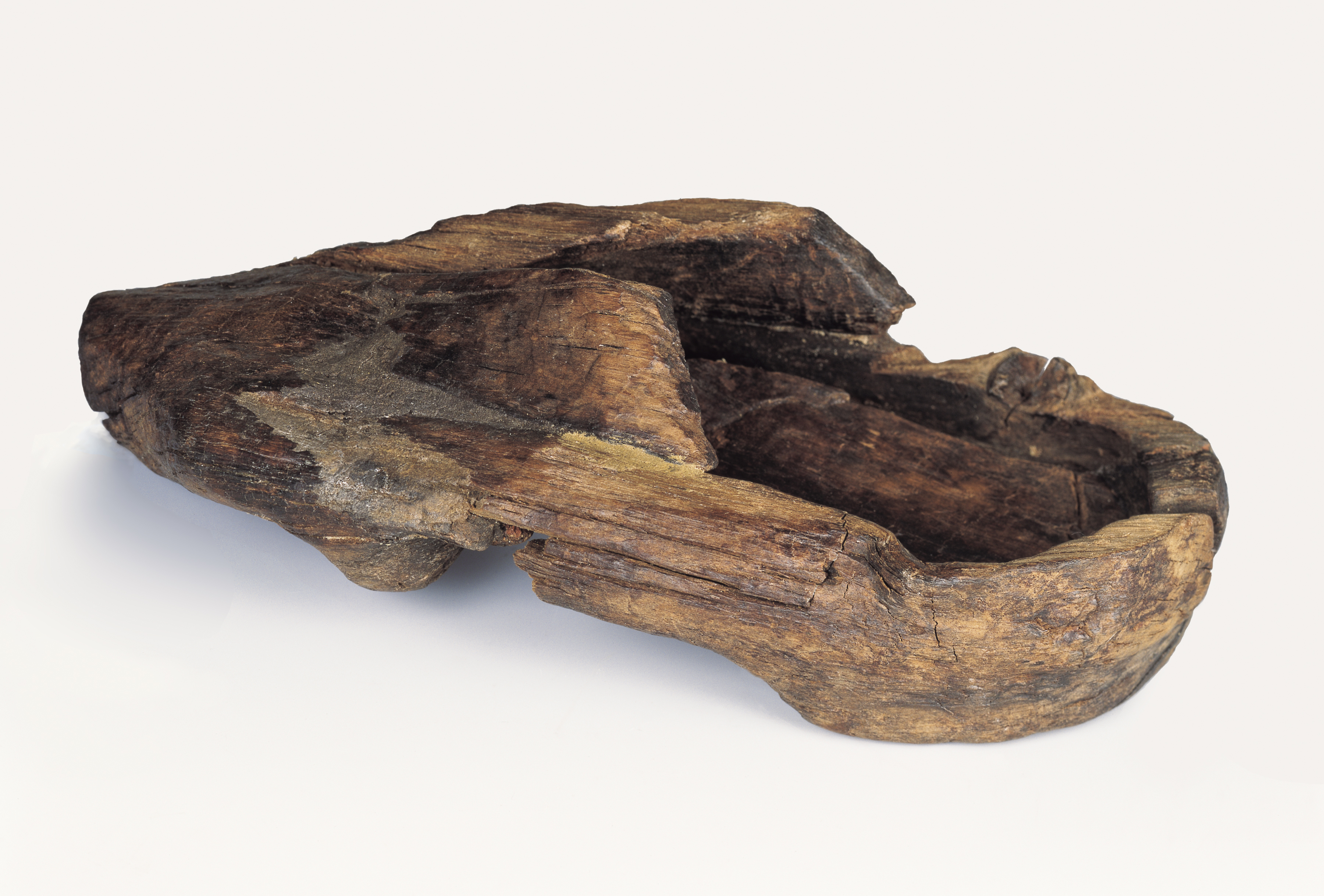
Sabot du XIIIe siècle en bois d'aulne, déformé par le séjour dans le sol, et conservé au musée de Rotterdam
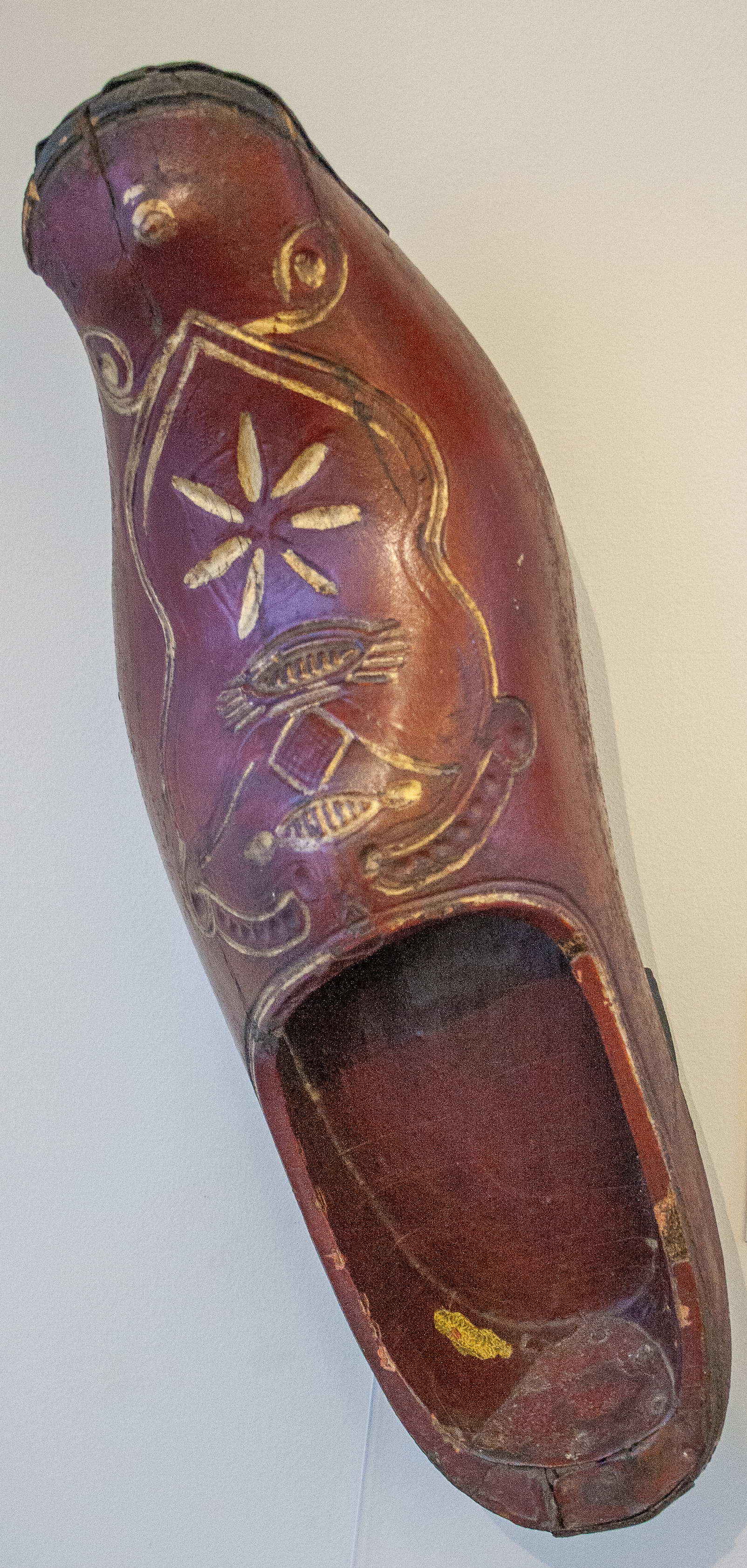
Sabot du XIXe siècle qui fut l'enseigne d'un commerce à Hasselt, De Diestersche Klomp, et qui est aujourd'hui conservé au Het Stadsmus (nl)
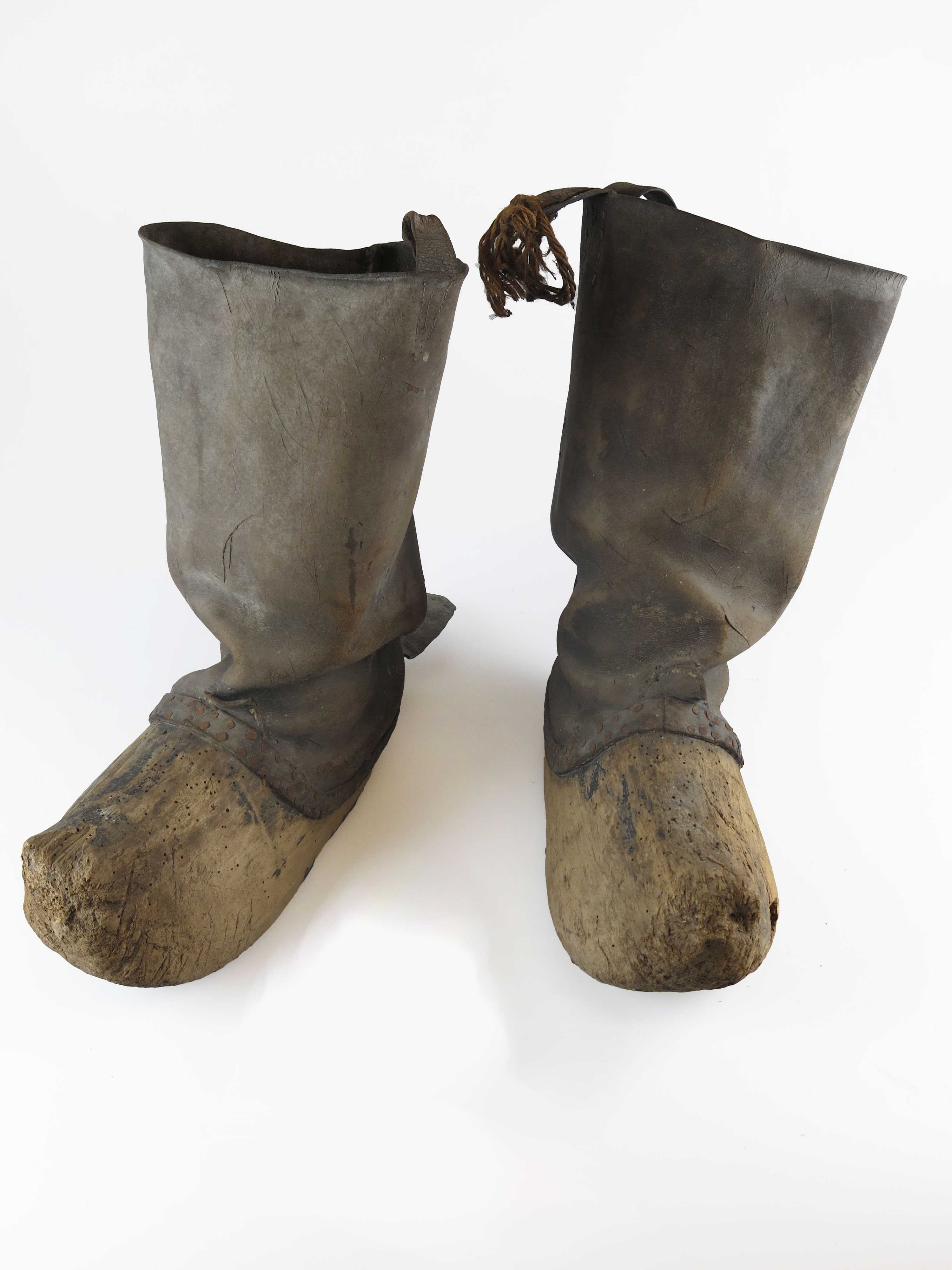
Sabots du XIXe siècle pour baleiniers.
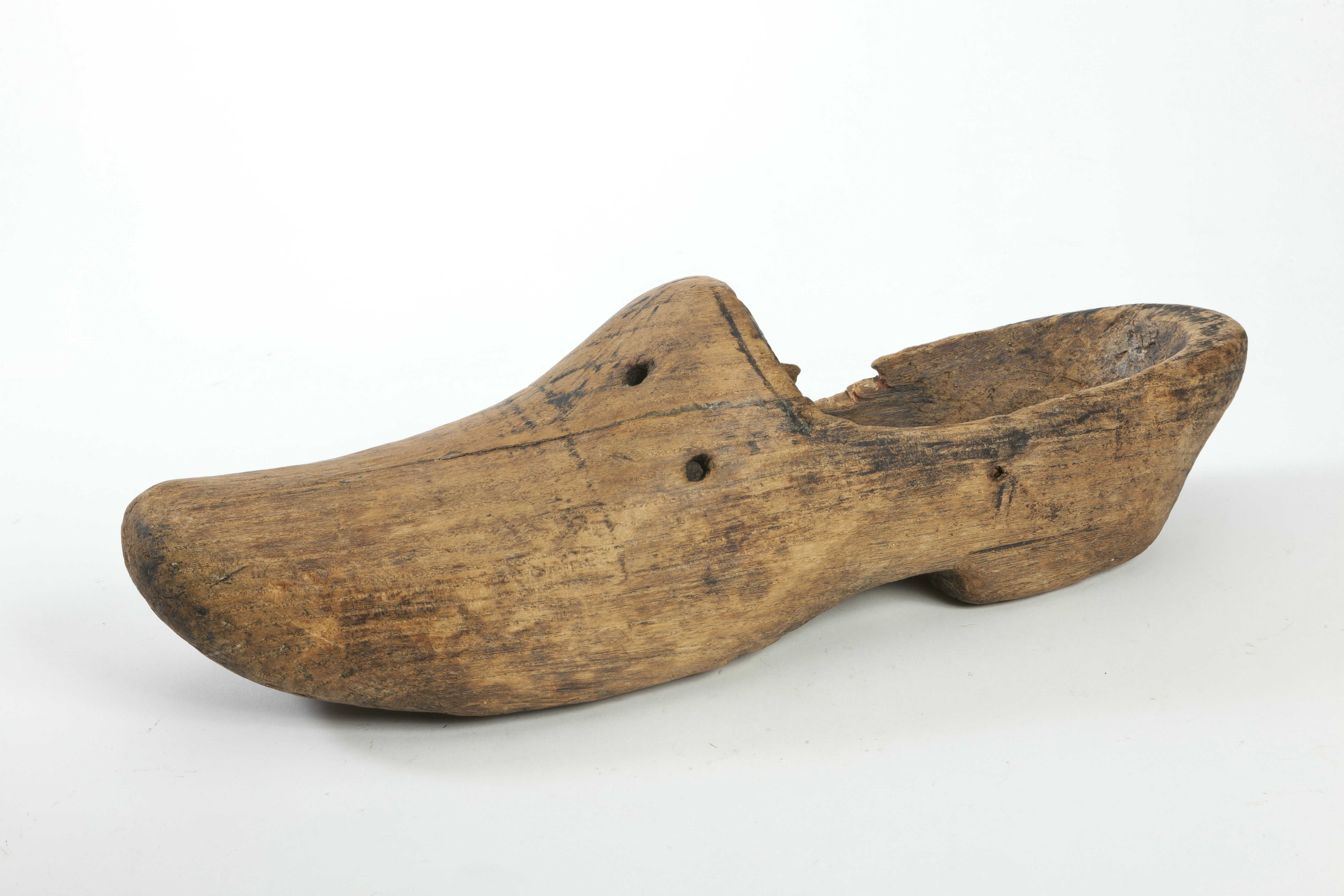
Sabot en bois de frêne du XIXe siècle retrouvé lors d'un naufrage
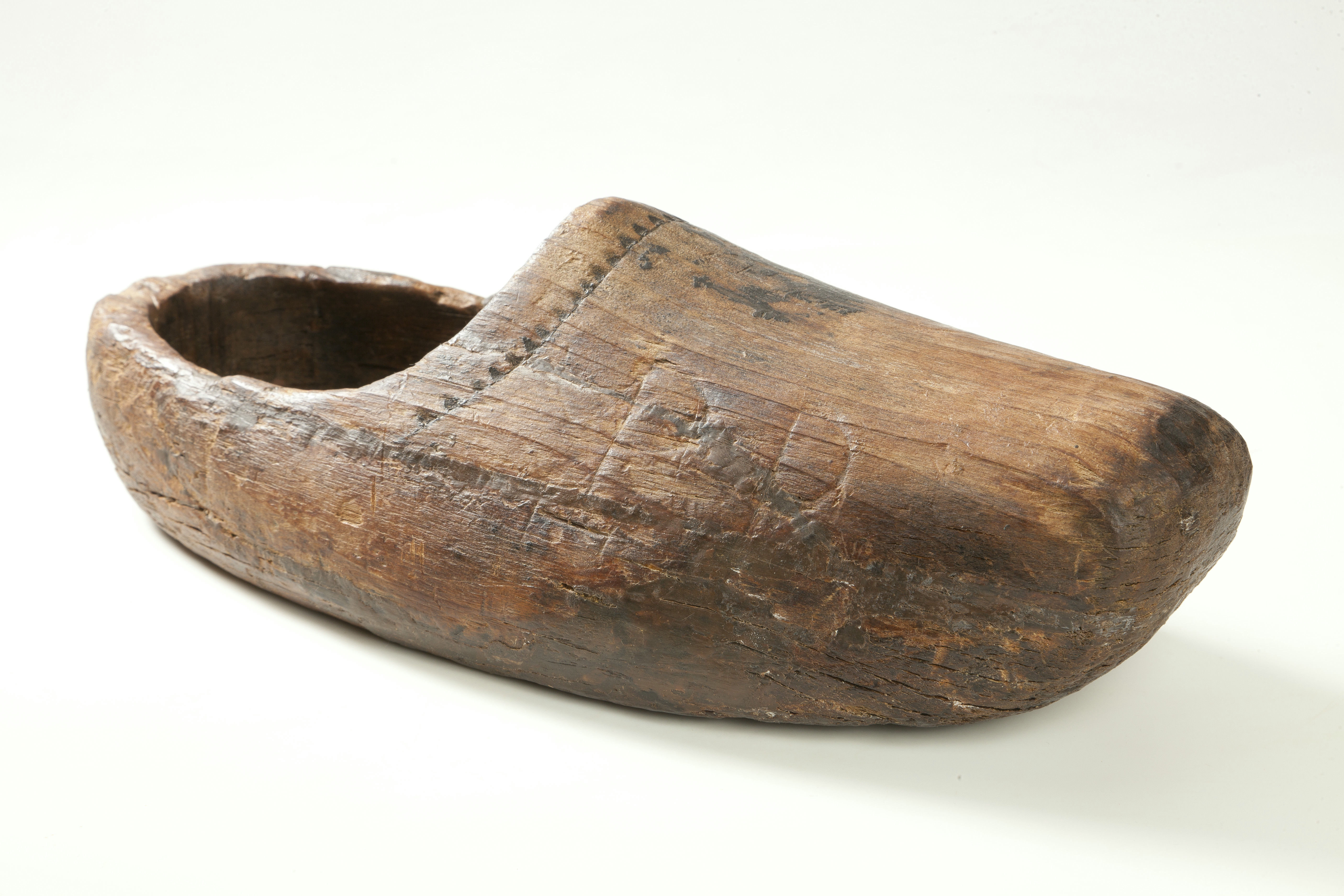
Sabot de pêcheur trouvé près de Lelystad

## Fabrication

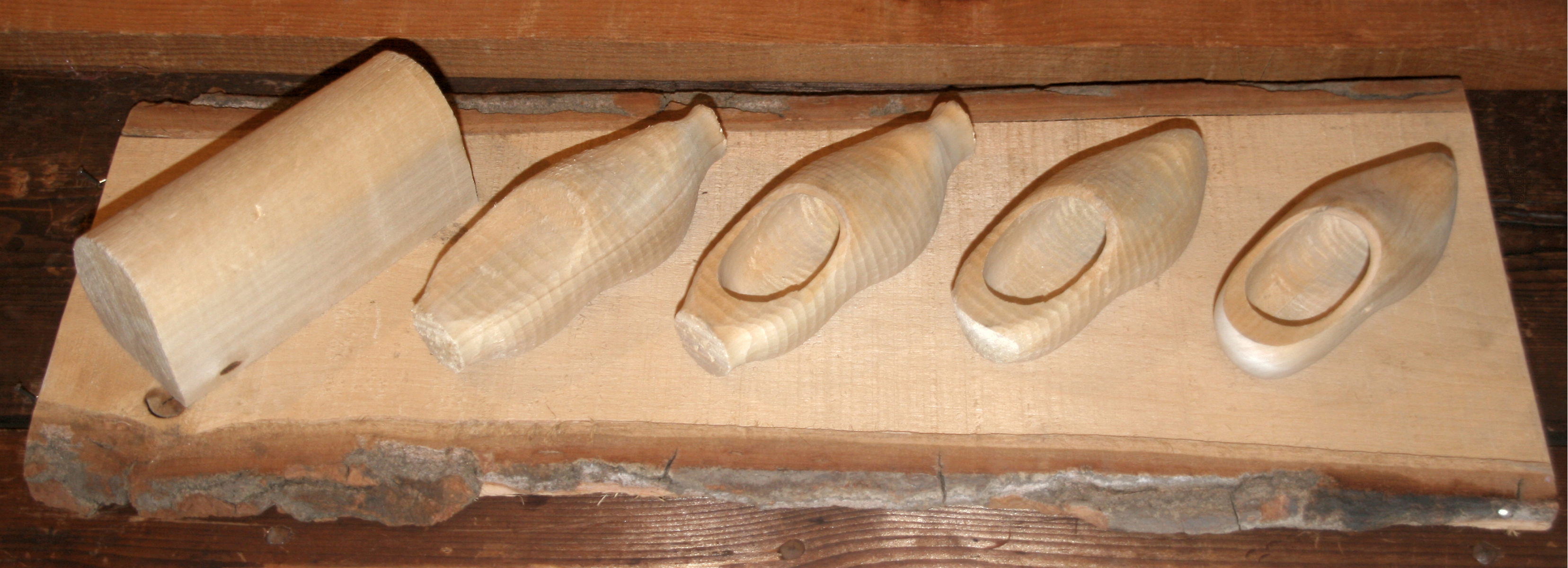
Les phases de la fabrication d'un sabot, Zaanse Schans, 2008.
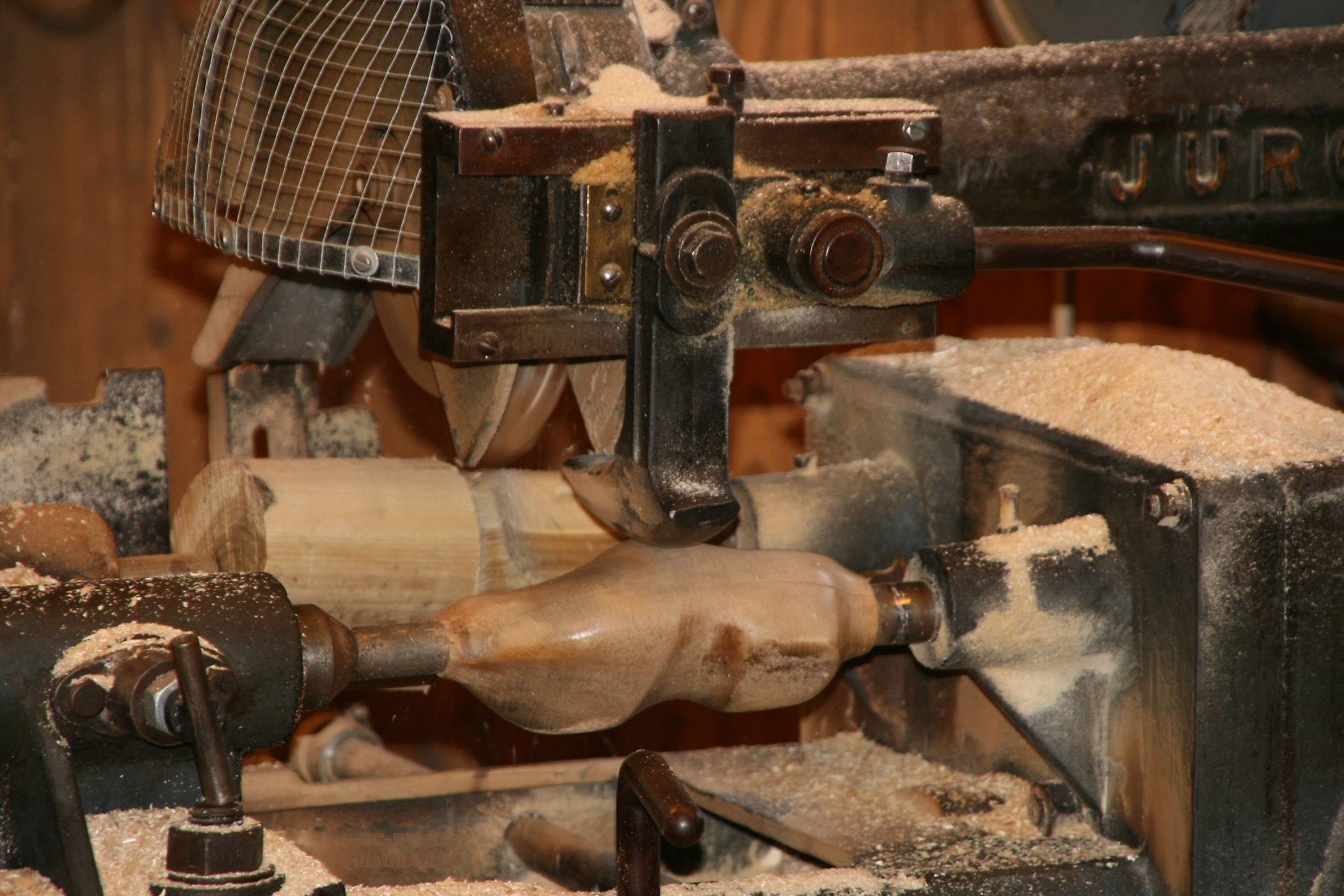
Machine utilisée lors de la fabrication, Zaanse Schans, 2008.
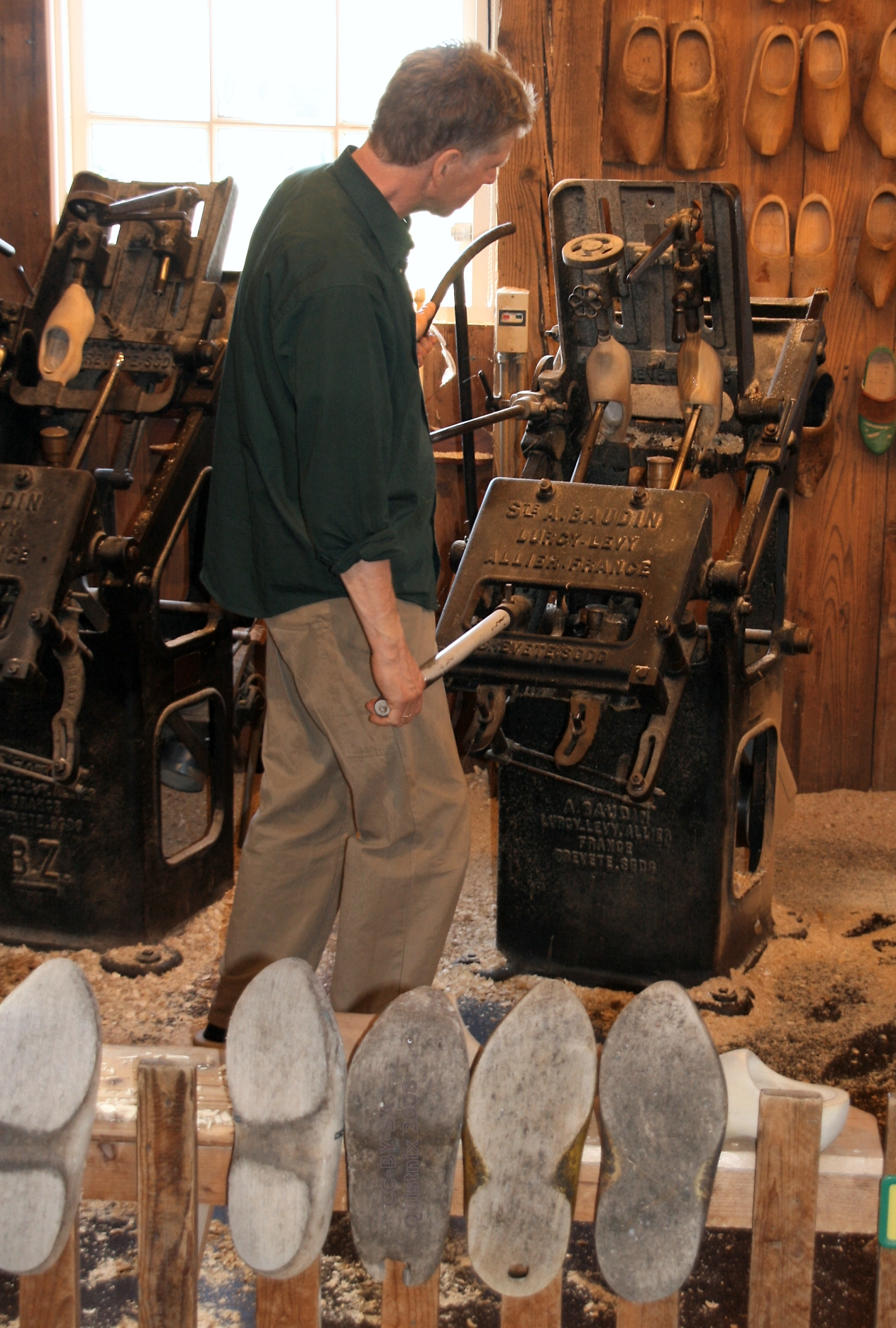
Machine utilisée lors de la fabrication, Zaanse Schans, 2008.

## Le sabot aux Pays-Bas dans un passé récent

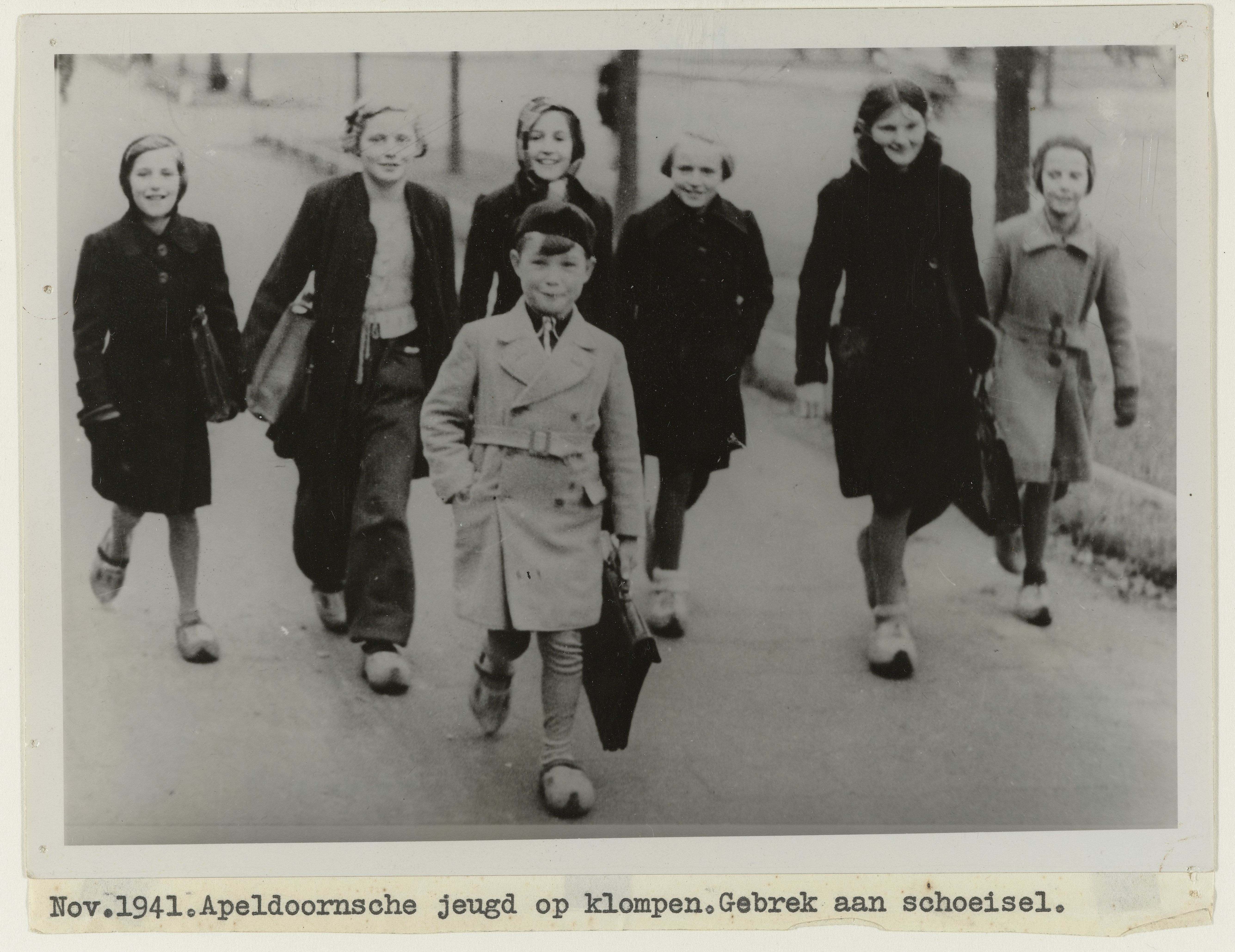
Écoliers en sabots, Apeldoorn, novembre 1941
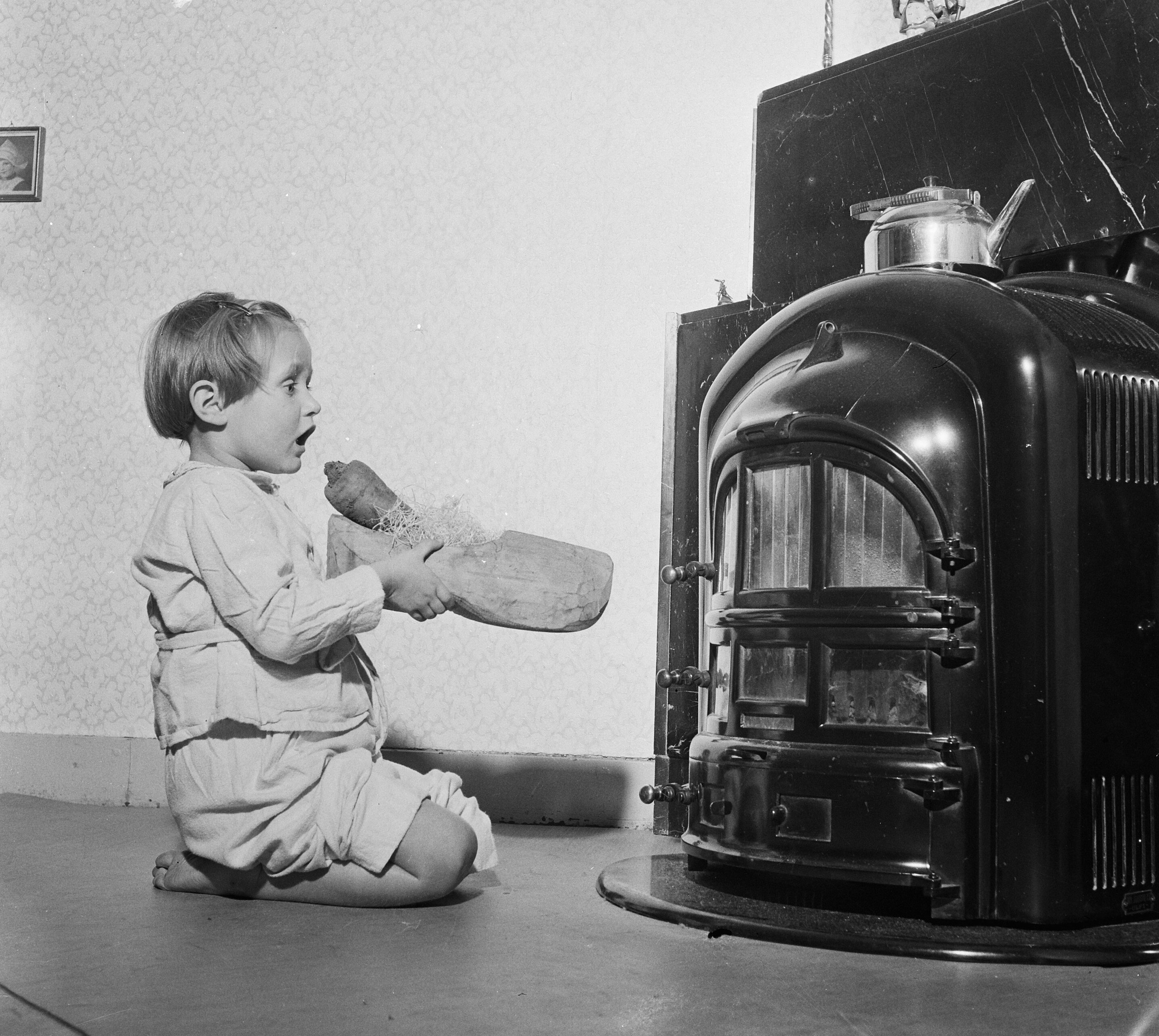
Une carotte et de la paille dans un sabot. Photo prise pour la Saint-Nicolas, décembre 1953. Agence Anefo
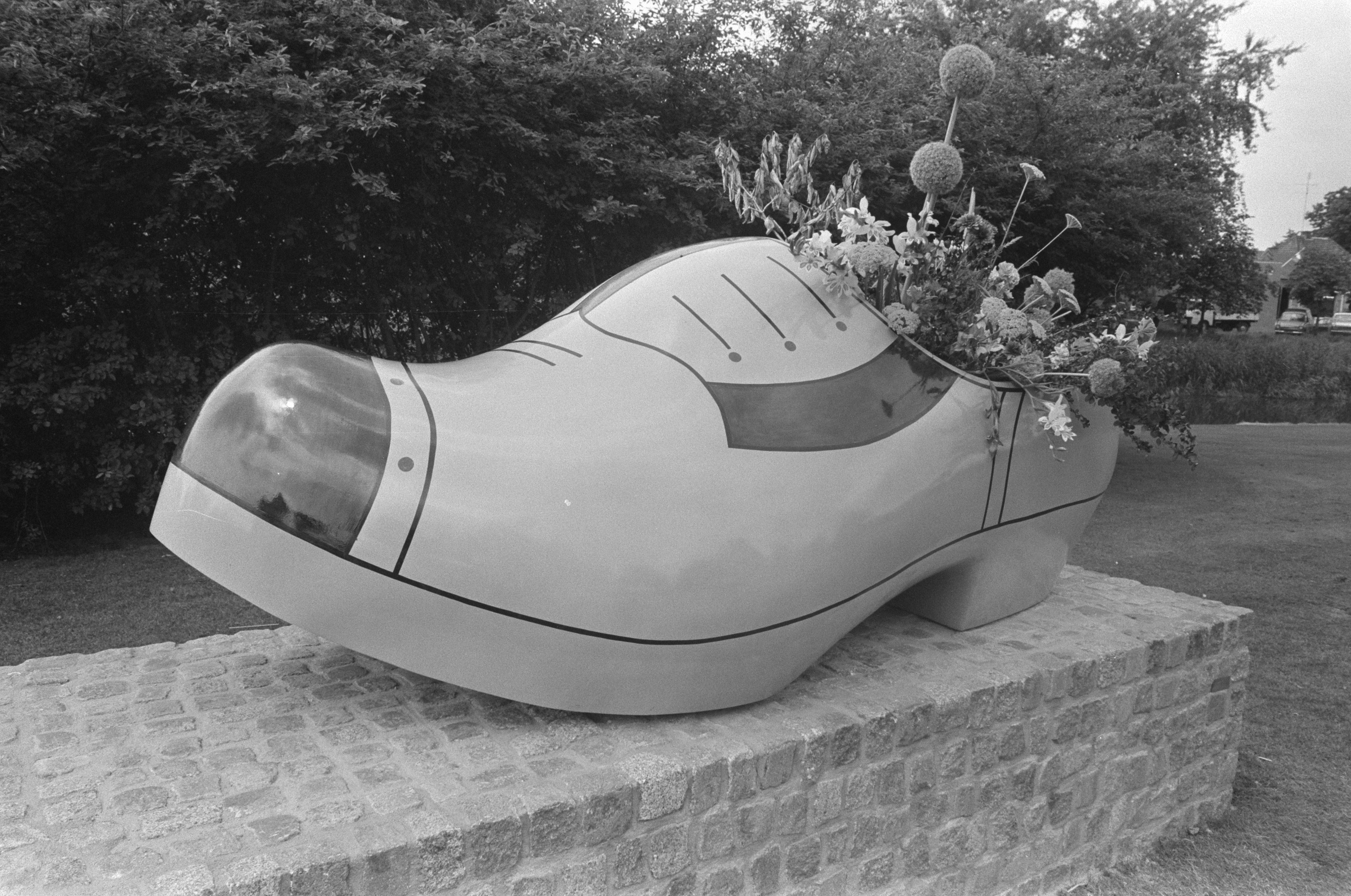
Grand sabot à Sint-Oedenrode, 1974
- Fabrication et foire du sabot à Sint-Oedenrode, journal télévisé, 1975.
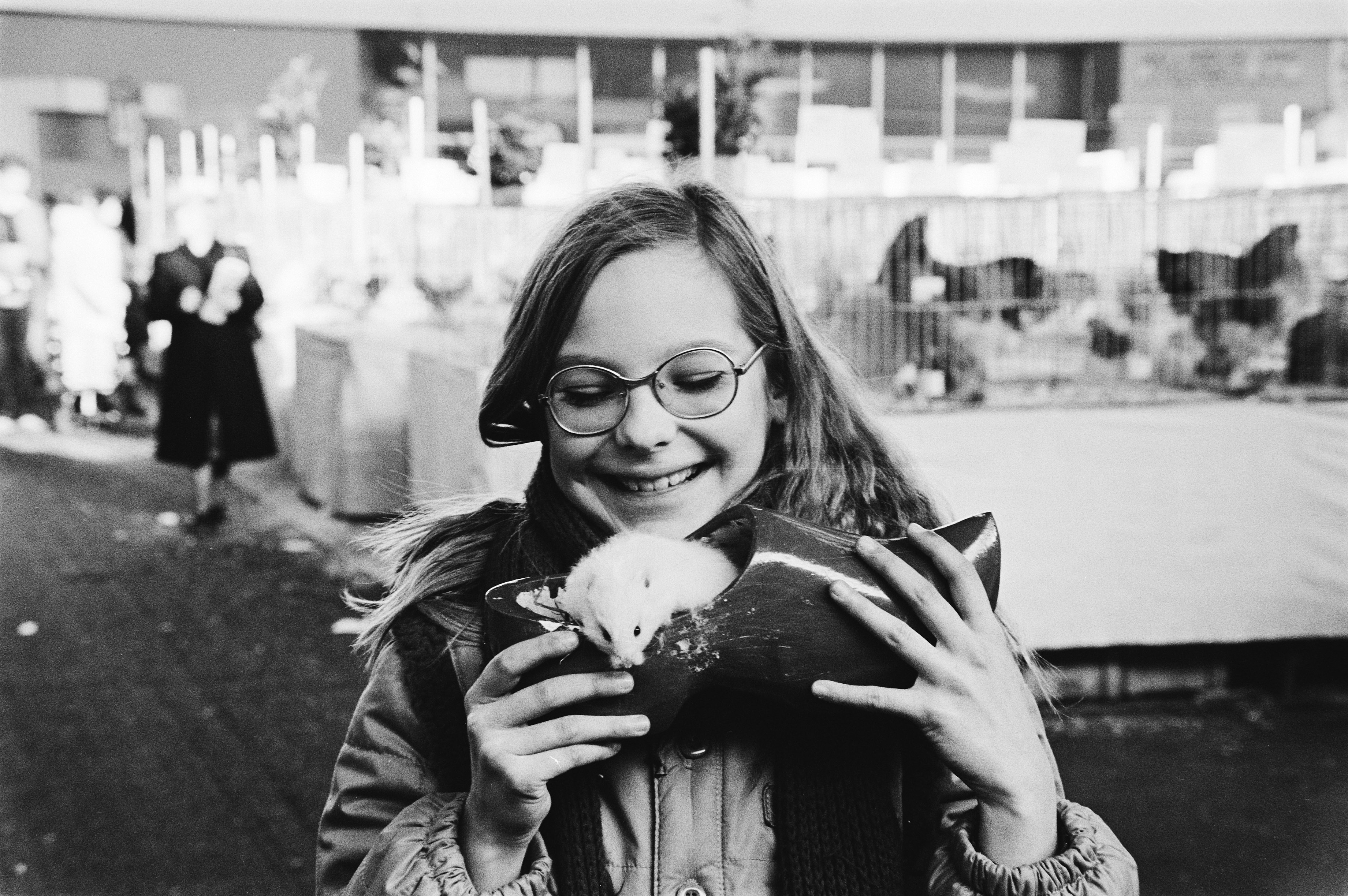
Jeune fille avec un hamster dans un sabot, Amsterdam, novembre 1979
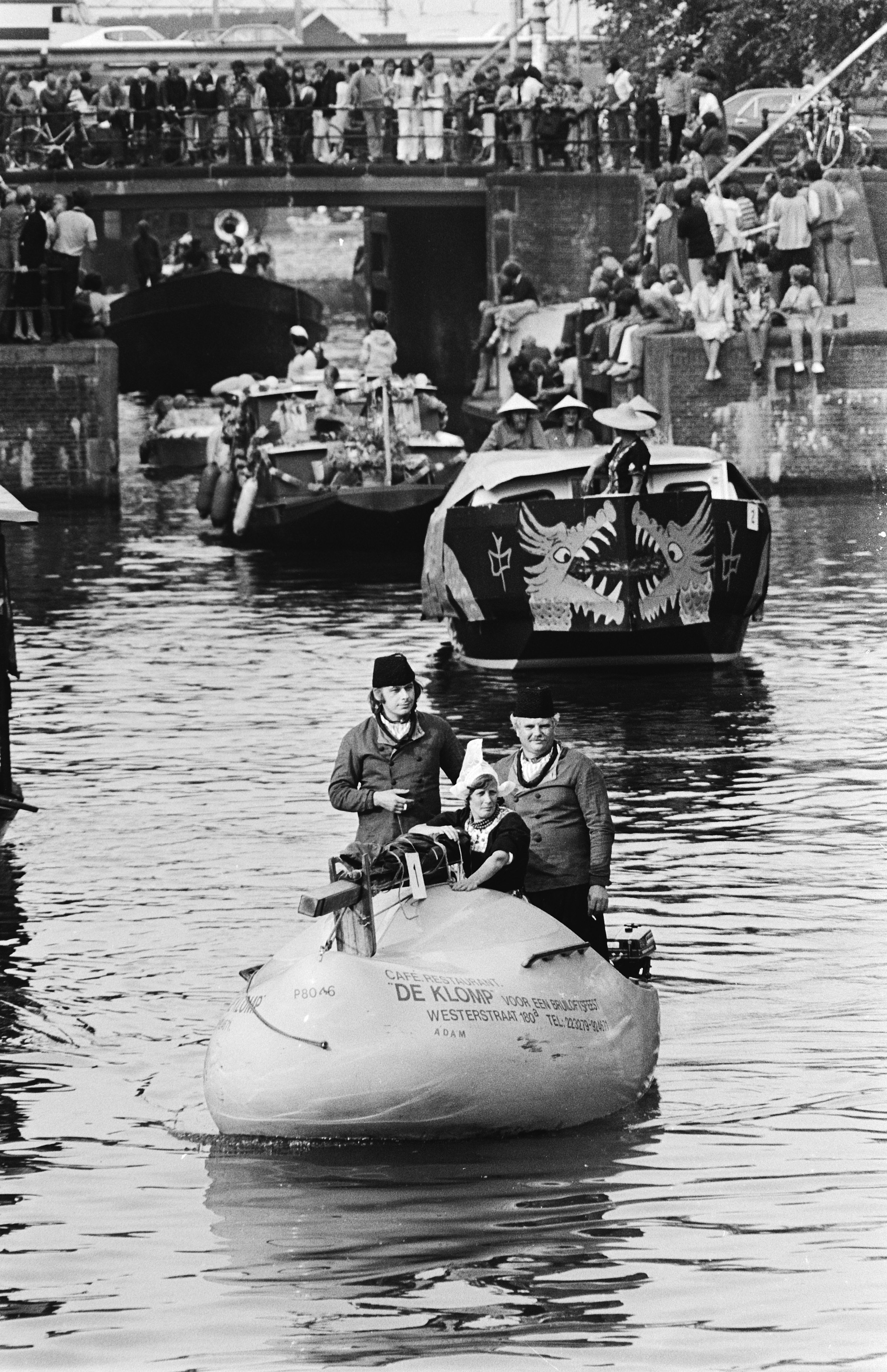
Embarcation en forme de sabot, Amsterdam, 1980
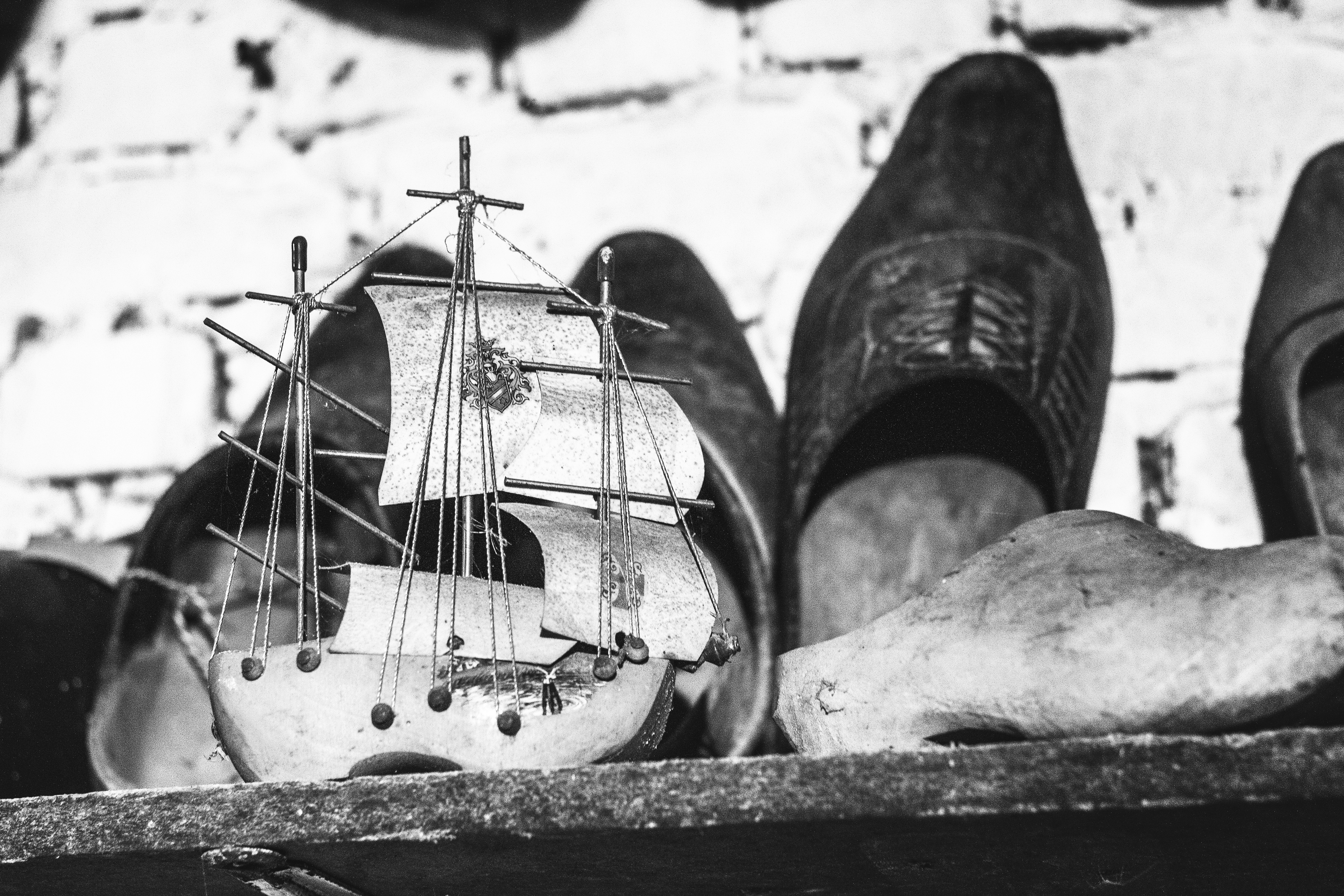
Maquette de bateau réalisée à partir d'un sabot. Bardelaeremuseum (nl), Lembeke.

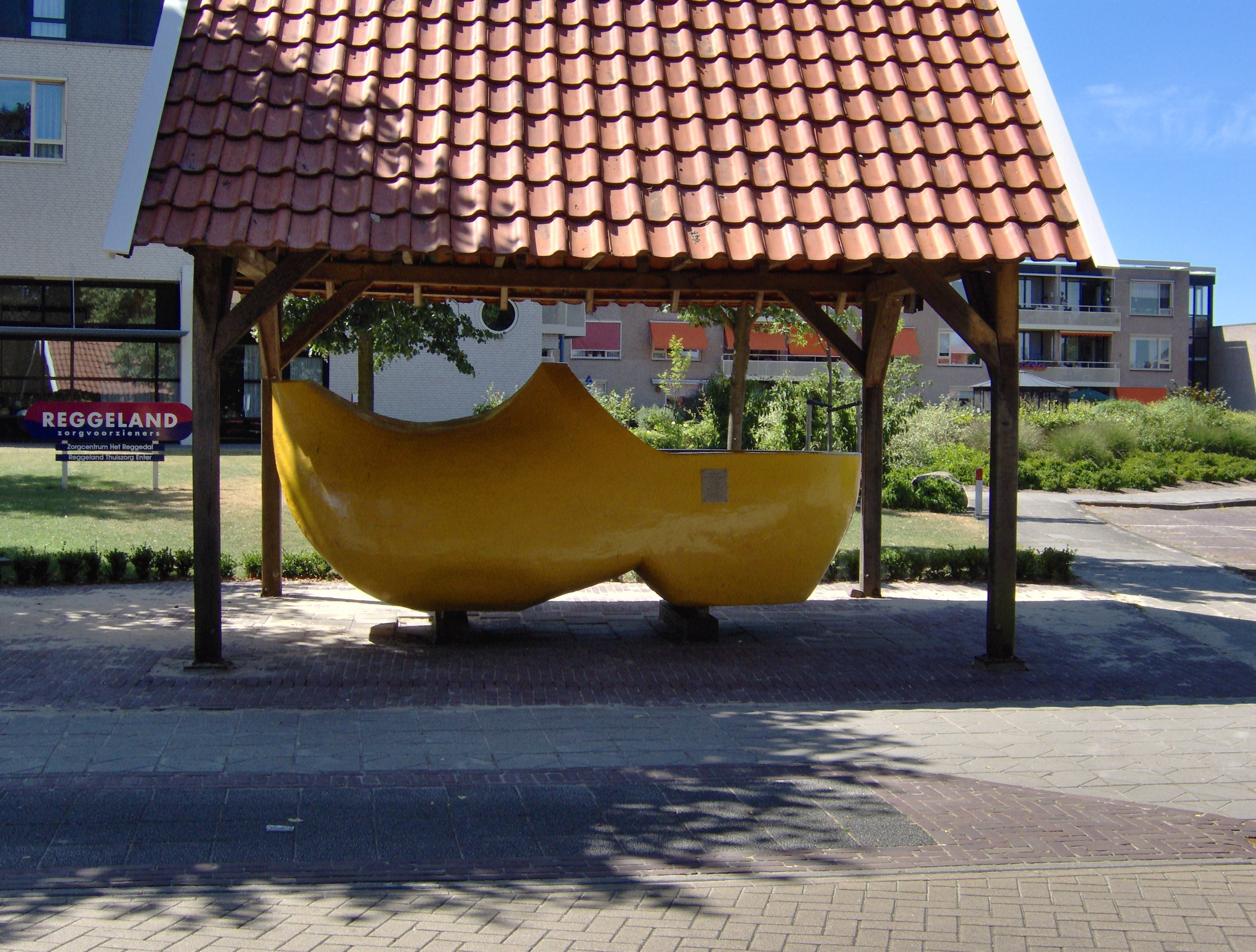
Le plus grand sabot des Pays-Bas à Enter, qui fut volé en 2012
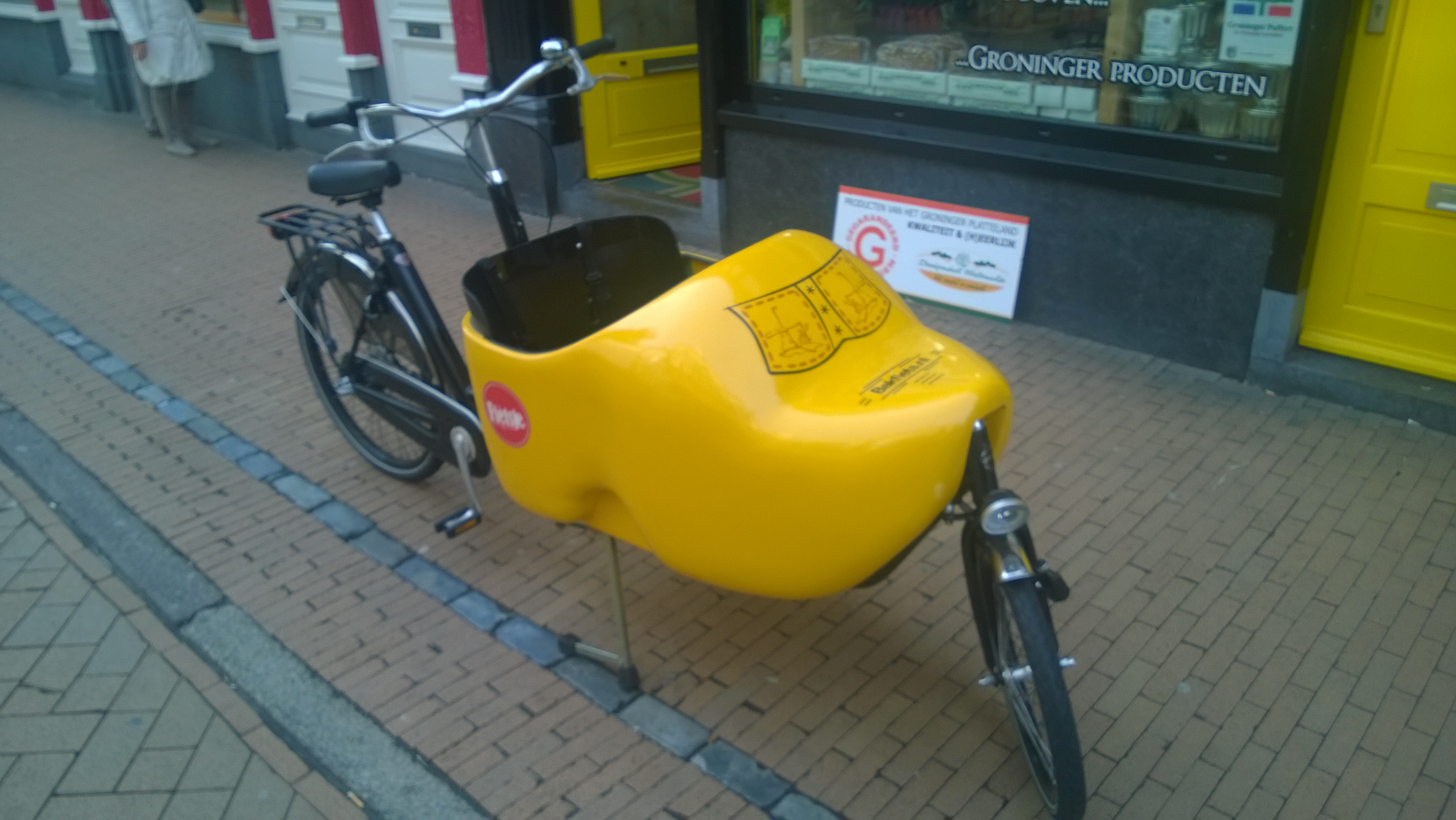
Biporteur en forme de sabot
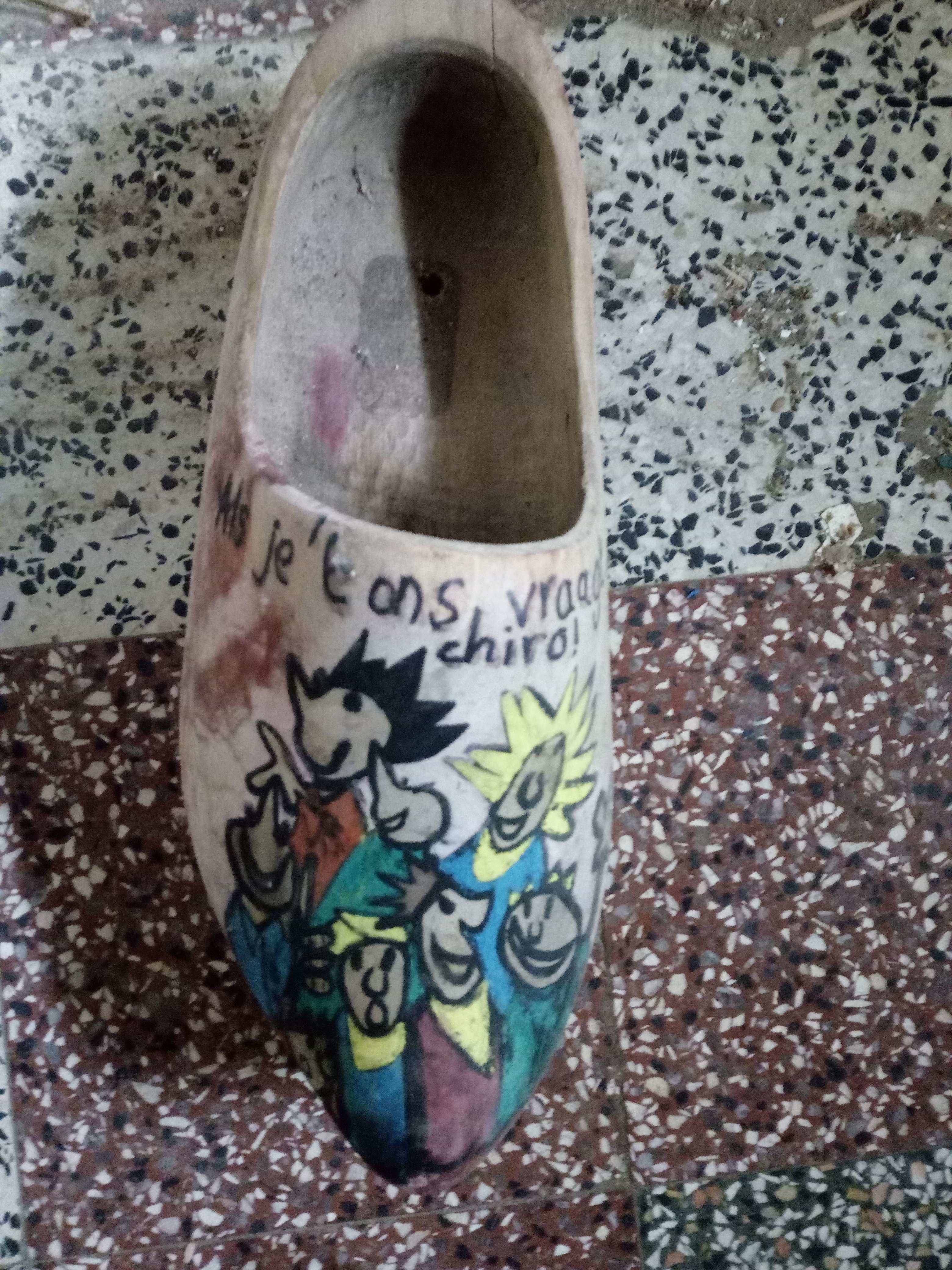
Publicité pour Chiro, mouvement de jeunesse flamand d'inspiration catholique.
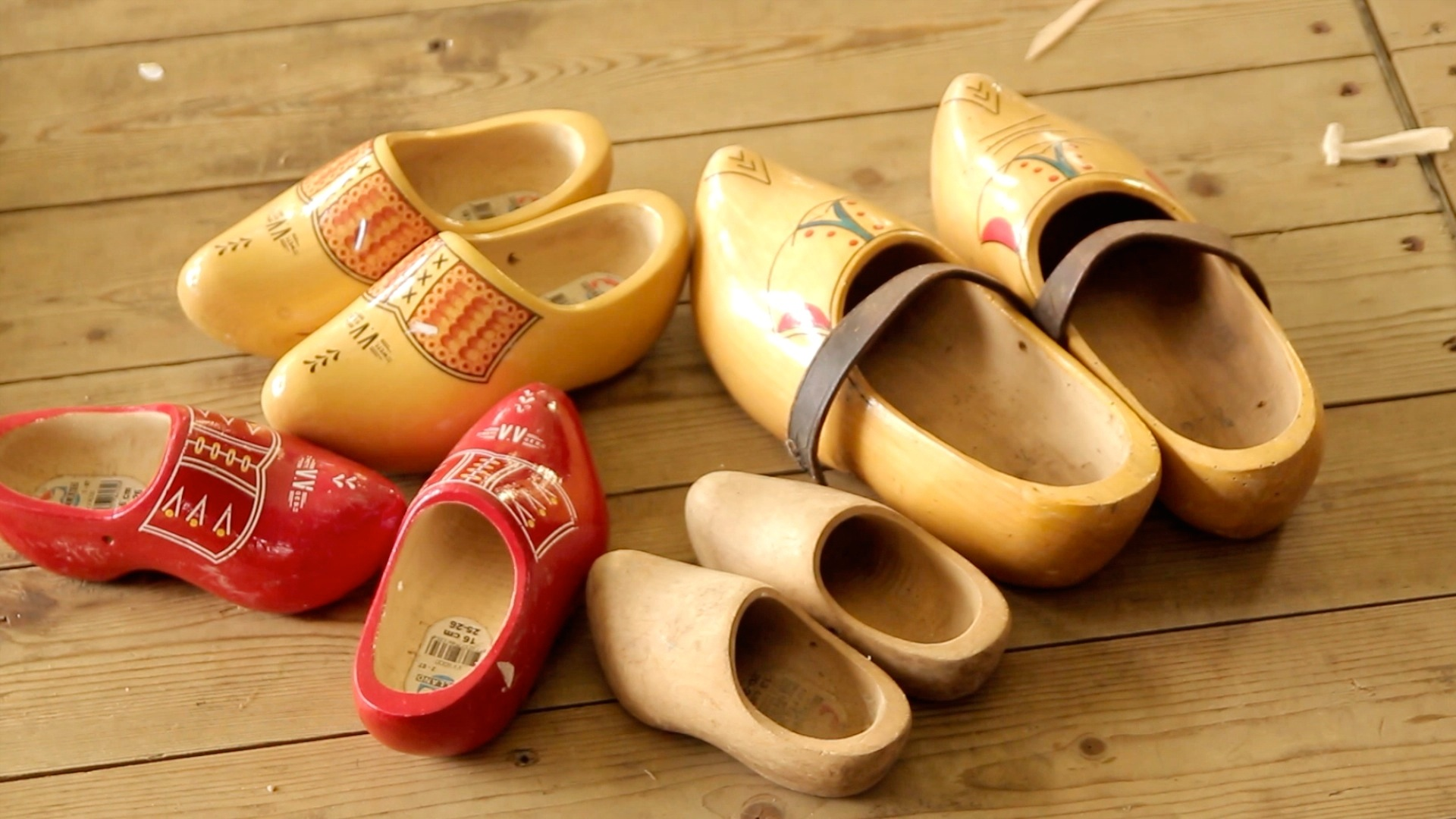
Klompen (sabots hollandais)
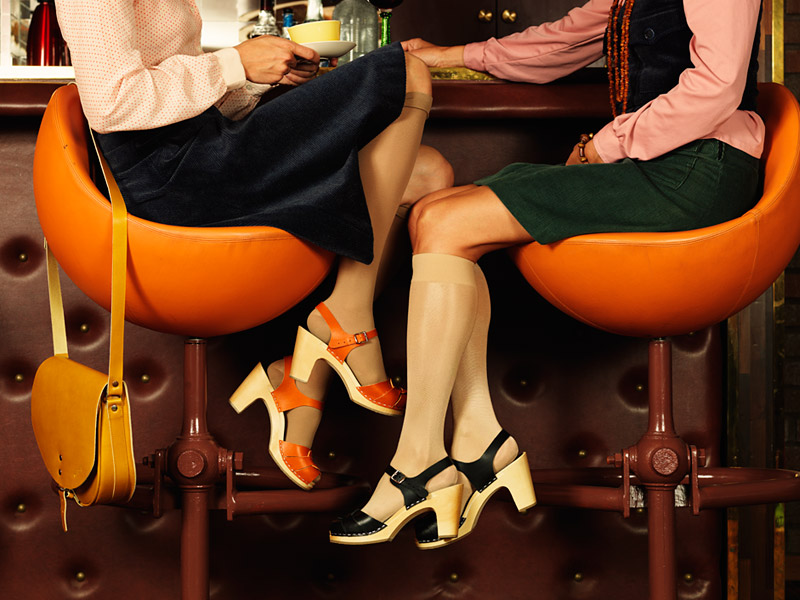
Chaussures contemporaines inspirées par le sabot. Marque Swedish Hasbeens